# 湘東区
湘東区（しょうとう-く）は中華人民共和国江西省萍郷市に位置する市轄区。

## 行政区画
- 街道:峡山口街道
- 鎮:湘東鎮、荷堯鎮、老関鎮、臘市鎮、下埠鎮、排上鎮、東橋鎮、麻山鎮
- 郷:広寒寨郷、白竺郷

## 交通

### 鉄道
- 中国鉄路総公司
  - 滬昆線

### 道路
- 高速道路
  - 滬昆高速道路
- 国道
  - G319国道
  - G320国道